# Leininger Land
Le Leininger Land (littéralement en français « pays de Linange ») est le nom donné à une région historique allemande située dans les environs de Grünstadt en Palatinat (Rhénanie-Palatinat). Le centre géographique de la région est la ville de Grünstadt ; les centres historiques sont les communes d'Altleiningen (Vieux-Linange) et de Neuleiningen (Neuf-Linange), anciens fiefs des comtes de Linange.

## Photographies

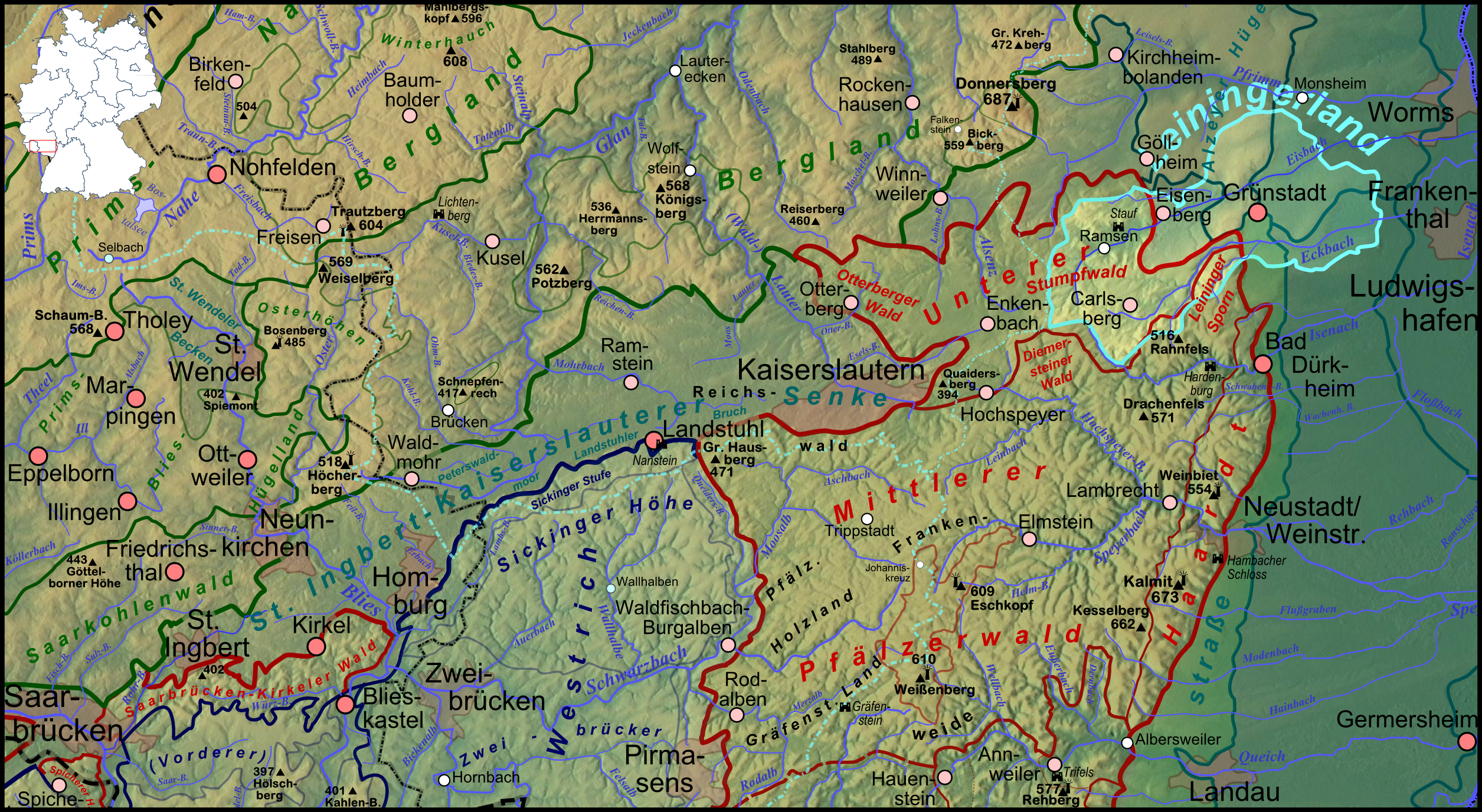
Situation du Leininger Land au nord-est de la forêt palatine
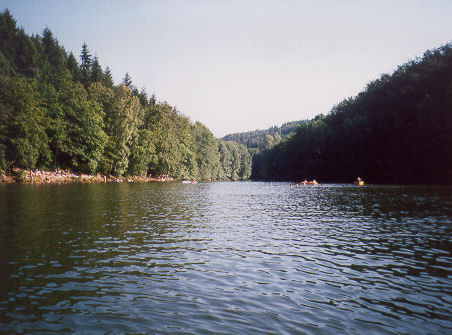
le Eiswoog dans le Stumpfwald à Ramsen
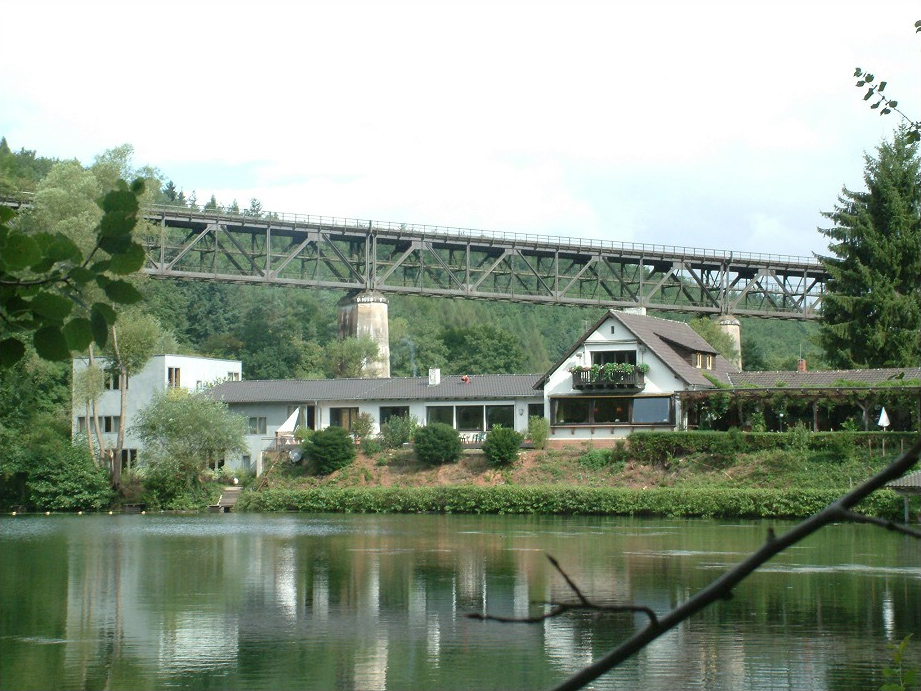
le viaduc de l'Eistal (Eistalviadukt) de la Eistalbahn
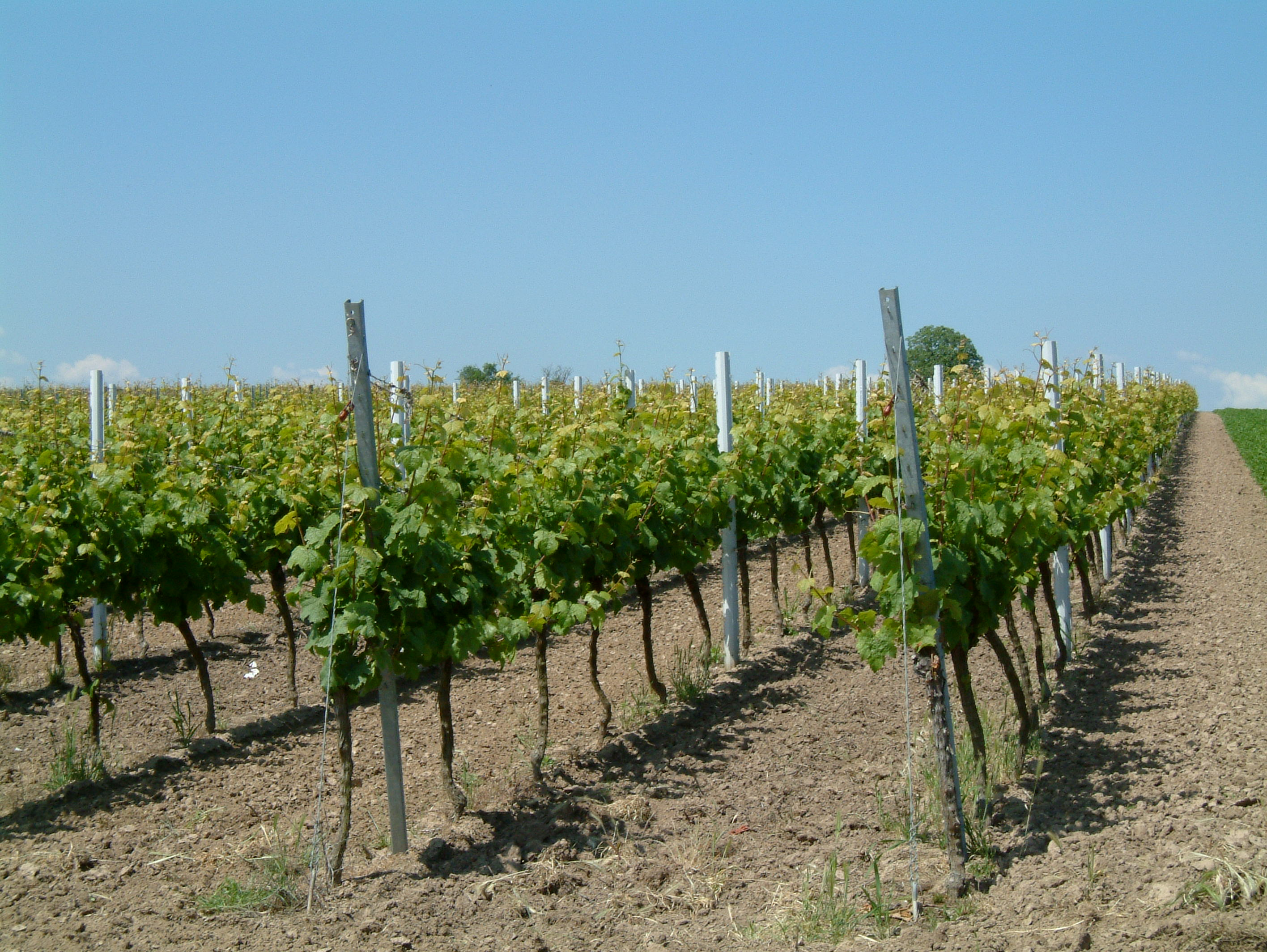
Vignoble de Riesling à Dirmstein.